# Cleistochloa
Cleistochloa C.E.Hubb. é um género botânico pertencente à família Poaceae, subfamília Panicoideae, tribo Paniceae.
Suas espécies ocorrem na Australásia e regiões tropicais da Ásia.

## Sinônimo
- Dimorphochloa S.T.Blake

## Espécies
- Cleistochloa hubbardiana Henrard
- Cleistochloa rigida (S.T. Blake) R.D. Webster
- Cleistochloa sclerachne (F.M. Bailey) C.E. Hubb.
- Cleistochloa subjuncea C.E. Hubb.